# Дофаминовый рецептор D3
Дофаминовый рецептор D3 — один из пяти типов рецепторов дофамина позвоночных. Этот рецептор относится к D2-подобным рецепторам и ингибирует аденилатциклазу.
Ген дофаминового рецептора D3 крысы был впервые клонирован в 1990 году. Было установлено, что этот ген содержит 5 интронов и кодирует белок длиной 446 аминокислотных остатков. Кроме того, анализ распределения гидрофобных аминокислотных остатков вдоль полипептидной цепи показал, что этот белок принадлежит к семейству рецепторов, сопряжённых с G-белками. Человеческий вариант рецептора отличается от крысиного отсутствием 46 аминокислотных остатков в третьей цитоплазматической петле.
Дофаминовый рецептор D3 имеет довольно узкий профиль экспрессии в головном мозге: в наибольшей концентрации он присутствует в прилежащем ядре, обонятельном бугорке и островках Калеха. В существенно более низких концентрациях рецептор D3 обнаруживается в компактной части чёрной субстанции, вентральной области покрышки и в мозжечке.